# Фаринелли
Фарине́лли (итал. Farinelli), настоящее имя Карло Броски (итал. Carlo Broschi; 24 января 1705, Андрия, Апулия, Неаполитанское королевство — 17 сентября 1782, Болонья, Папская область) — итальянский певец-кастрат. Голос Фаринелли, охватывающий три с половиной октавы, хотя и не был безупречен по тембру, обладал невероятной гибкостью и техничностью, а широкий диапазон позволял исполнять как сопрановые, так и контральтовые партии.

## Биография

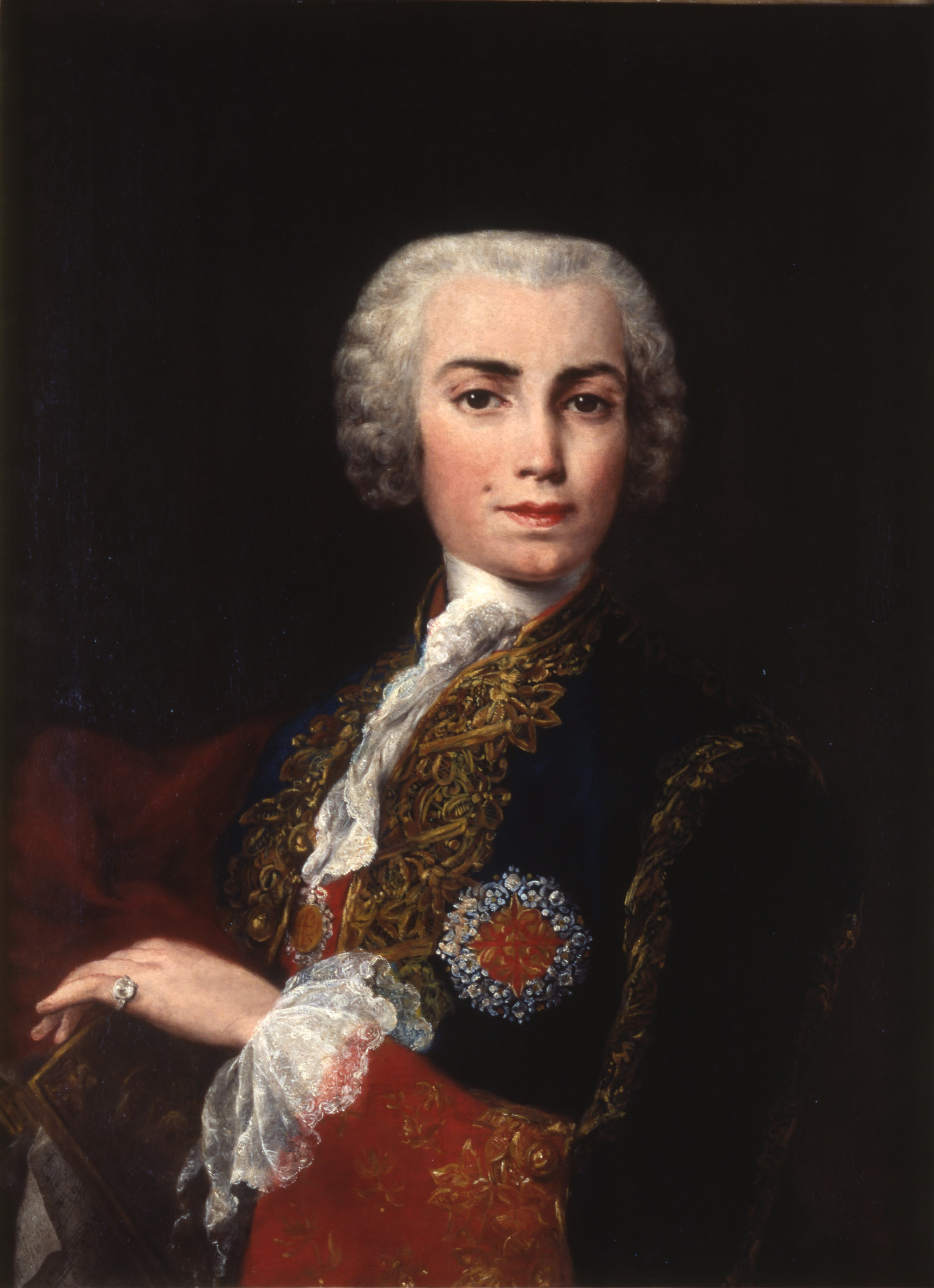
Карло Броски (Фаринелли)

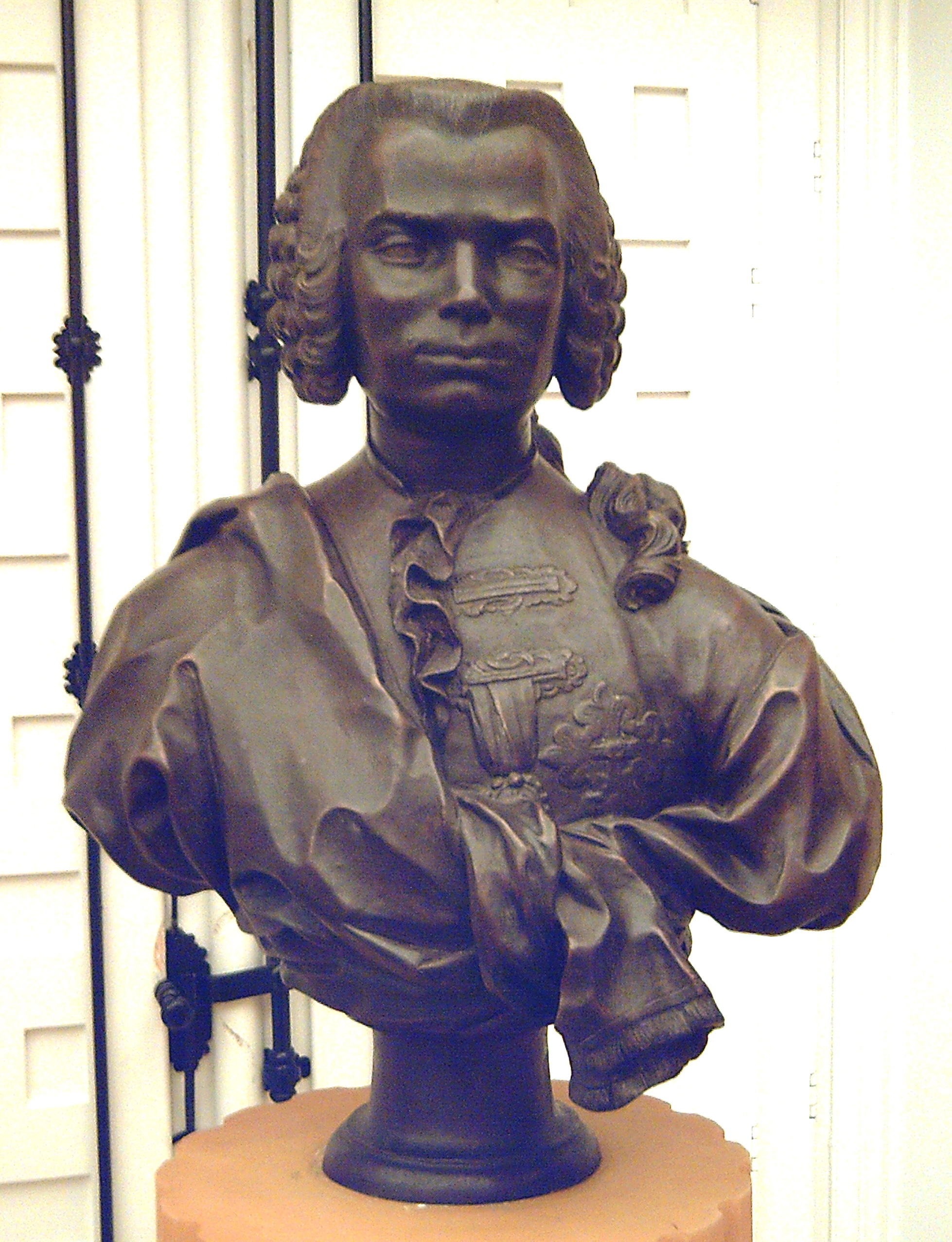
Бюст Фаринелли
(R.A.B.A.S.F., Madrid)

Родился в семье придворного, в 1711 году вместе с семьёй переехал в Неаполь. Изначально обучался пению у отца, затем в консерватории «Сант-Онофрио» у Никола Порпоры, позже совершенствовался у А. Бернакки в Болонье.
Дебютировал в 1720 году в небольшой партии в опере Порпоры «Анжелика и Медор» на либретто Метастазио; этот дебют положил начало многолетней дружбе между певцом и драматургом и многолетнему сотрудничеству с Порпорой, вскоре начавшим доверять исполнителю главные партии.
Широкую известность Фаринелли получил после выступления в театре «Алиберти» в операх «Эумене», «Флавио Аничио Олибрио» Порпоры и «Софонисба» Предьери.
В 1722—1724 годах Фаринелли пел преимущественно в Неаполе и Риме, затем до 1734 года, главным образом, в Северной Италии, особенно в Болонье и Парме. В 1734—1737 годах выступал в Лондоне в оперной труппе, которой руководил Порпора.
В 1737 году Фаринелли был приглашён в Испанию в качестве личного певца короля Филиппа V — контракт не предусматривал сценических выступлений, а исключительно ежедневное пение для короля.
После смерти Филиппа Фердинанд VI в 1747 году назначил Фаринелли руководителем королевских театров, в 1750 году возвёл в рыцарское достоинство; Фаринелли пользовался исключительным авторитетом, поставил 23 оперы (из них 17 — на либретто Метастазио, с которым вёл оживлённую переписку), произвёл ряд других масштабных музыкальных проектов.
В 1759 году, с воцарением Карла III, певцу было предложено покинуть Испанию, и он вернулся в Италию, обосновавшись в Болонье, где ещё в 1730-е годы обзавёлся недвижимостью.
В пожилом возрасте у Фаринелли развился синдром Морганьи-Стюарта-Мореля, возможно, явившийся следствием кастрации.
Останки были обнаружены на старинном болонском кладбище Чертоза, куда их перенесли в 1810 году, после того как наполеоновские войска разрушили первоначальное место упокоения Фаринелли — Церковь Святого Креста в монастыре ордена капуцинов.
В 1998 году в Болонье был создан Центр исследований Фаринелли (итал. Centro Studi Farinelli). По инициативе Центра была проведена реставрация гробницы на кладбище Чертоза (2000), был торжественно открыт городской парк имени Фаринелли рядом с местом, где стояла вилла знаменитого певца (2002).

## Избранные арии
- Ария `Ah! che non sono le parole`
- Ария `Al dolor che vo sfogando`
- Ария `Che chiedi? Che brami?`
- Ария `Io sperai del porto in seno`
- Ария `L`usignolo`
- Ария `Non sperar, non lusingarti`
- Ария `Son pastorello amante`
- Ария `Son qual nave`
- Речитатив и ария `Ogni di piu molesto… Non sperar `

## Образ в массовой культуре
Судьбе Фаринелли посвящён фильм «Фаринелли-кастрат», весьма вольно обращающийся с подлинными фактами биографии певца.